# Zoran Varvodić
Zoran Varvodić és un exfutbolista croat, nascut a Split el 26 de desembre de 1963. Ocupava la posició de porter i va militar a diversos clubs balcànics, com l'Hajduk Split o l'Olimpija Ljubljana. També va militar al Cadis CF de la lliga espanyola. Posteriorment a la seua retirada, ha seguit vinculat al món del futbol com a entrenador de porters. El seu fill, Miro Varvodić també és futbolista, i juga igualment com a porter.